# HD 21794
HD 21794，又名BD+57 730，SAO 24098、HR 1071，是一颗恒星，视星等为6.37，位于銀經143.17，銀緯1.52，其B1900.0坐标为赤經3h 25m 46.3s，赤緯+57° 1.52′ 42″。